# Province de Đắk Lắk
Đắk Lắk (ou Đắc Lắc, Darlac) est une des provinces du Viêt Nam, située dans la région des Hauts Plateaux du Centre. Sa capitale est la ville de Buôn Ma Thuột.

## Géographie
La province du Đắk Lắk est délimitée autour du plateau du Đắk Lắk, à 600 mètres d'altitude. C'est une province ethniquement très variée, dans laquelle l'ethnie dominante Việt fait l'office de nouvel arrivant, avec des vagues d'immigration massive et une assimilation forcée déclenchée en grande partie après la guerre du Viêt Nam, les Montagnards de la province ayant été très courtisés par les Américains. 
L'économie de la province est centrée notamment autour de la culture du café, du caoutchouc et des fruits, ainsi que de la production d'hydroélectricité.

## Administration
La Province de Đắk Lắk est composée d'une ville, Buôn Ma Thuột, et des districts suivants:
- Buôn Đôn
- Cư Kuin
- Cư M'gar
- Ea H'leo
- Ea Kar
- Ea Súp
- Krông Ana
- Krông Bông
- Krông Buk
- Krông Năng
- Krông Pak
- Lắk
- M'Drăk